# Józef Grzegorz Ratajczak

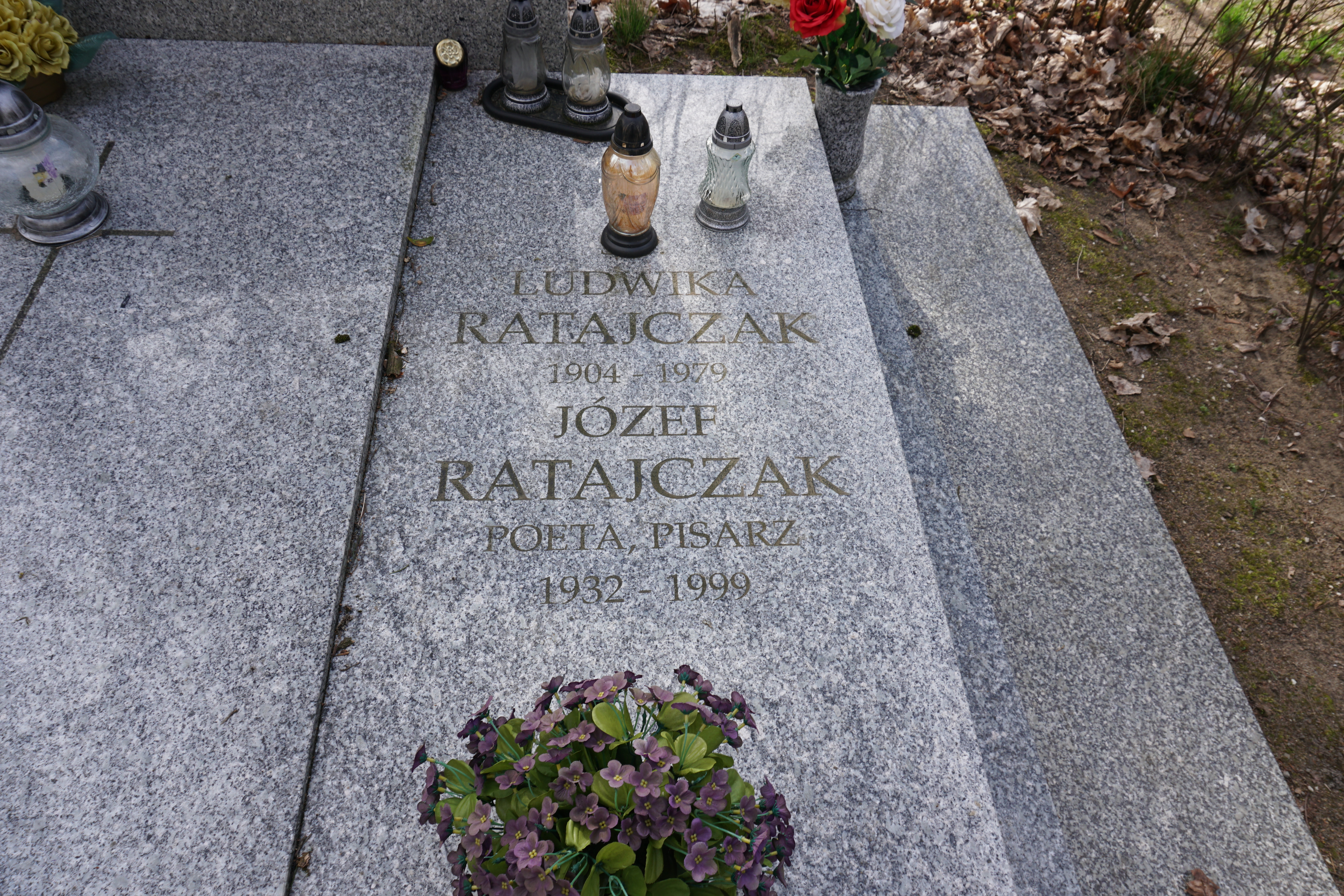
Fragment grobu Józefa Ratajczaka na cmentarzu Miłostowo w Poznaniu

Józef Grzegorz Ratajczak (ur. 29 lutego 1932 w Poznaniu, zm. 24 maja 1999) – polski poeta i prozaik.

## Życiorys
Absolwent filologii polskiej Uniwersytetu im. Adama Mickiewicza w Poznaniu (1961), znawca i badacz poezji. Przez pewien czas związany z teatrem lalkowym, potem z Polskim Radiem. Został pochowany na cmentarzu Miłostowo w Poznaniu (pole 3, kwatera A, grób 31).

## Twórczość
Autor cenionych utworów dla dorosłych, m.in. powieści pt. Dzień Twojej Matki, kroniki Życie teatralne Poznania. Wydał kilkanaście tomików poetyckich – pierwszy Niepogody w 1957.
Pisał także dla dzieci, m.in. sztuki teatralne i wiersze, w których chętnie stosował nowatorską formę, nawiązującą do świata dziecięcej wyobraźni. W zbiorku Chochołowe wesele odwołał się do znanych motywów baśniowych. Wydał wiele innych zbiorów dla dzieci m.in. Ziarenka.
Inne jego książki:
- Łzy świętego Wojciecha: kradzież sarkofagu z katedry gnieźnieńskiej – Poznań:  Księgarnia Św. Wojciecha, 1990, 120 s., ISBN 83-7015-187-5.
- Gdy Warta wpadała do Ukajali: (szkice o Arkadym Fiedlerze) – Poznań: Rebis, 1994.
- Julian Tuwim – Poznań: Rebis, 1995.
- Krzyk i ekstaza: antologia polskiego ekspresjonizmu wybór tekstów i wstęp Józef Ratajczak; oprac. graf. Leszek Sobocki. – Poznań: Wyd. Poznańskie, 1987.
- Liryki małżeńskie – Poznań: Wydawnictwo Poznańskie, 1988.
- Poezje / Kazimiera Iłłakowiczówna ; wybór i posł. Józef Ratajczak. – Białystok: Łuk, 1996.
- Romantyczni kochankowie: Zygmunt Krasiński, Fryderyk Chopin, Artur Grottger – Poznań: Wyd. Poznańskie, 1989.
- Spisane z murów: (w latach 1956–1984) – Warszawa: Anagram: Fundacja Sztuki, 1991.
- Zamknięcie krajobrazu: poezje – Poznań: Wydawnictwo Poznańskie, 1960.
- Biennale Sztuki dla Dziecka Poznań: '73, '75, '77, '79, '81, '84 – oprac. Józef Ratajczak, Ewa Serafinowska-Słomkowa, Ewangelina Twardowska ; Ogólnopolski Ośrodek Sztuki dla Dzieci i Młodzieży w Poznaniu. – Poznań: Krajowa Agencja Wydawnicza RSW „Prasa-Książka-Ruch”, 1986.
- Czucie i wiara – Poznań: WiS, 1993.